# Rebekah Del Río
Rebekah Del Río (Chula Vista, California; 10 de julio de 1967-Los Ángeles, California; 23 de junio de 2025) fue una cantautora estadounidense cuyo rango vocal era de tres octavas.

## Carrera
El diario San Diego Union-Tribune eligió a Del Río como una de las "10 mejores cantantes de San Diego", tras lo cual se mudó a Los Ángeles en 1989 para seguir desarrollando su carrera. Después de grabar la canción "Llorando", una versión en español de "Crying" de Roy Orbison, se mudó a Nashville en 1994. Allí firmó con el sello discográfico de Irving Azoff, Giant Records, y grabó su primer álbum, Nobody's Angel. El tema que da título al disco fue lanzado en un álbum recopilatorio y llegó al número 2 de las listas de sencillos en los Países Bajos.
Su voz se puede escuchar en numerosas bandas sonoras de películas como Sin City, Streets of Legend, Man on Fire y Mia Sarah. Realizó una notable aparición en la película de David Lynch Mulholland Drive en 2001, cantando "Llorando" a capela. También aparece en la película de Richard Kelly Southland Tales, aportando la voz en un arreglo de cuerdas de "The Star-Spangled Banner". Interpretó la canción "No Stars", escrita en colaboración con David Lynch y John Neff, al final del décimo episodio de la serie de 2017 Twin Peaks. El músico Moby se encargó de aportar la guitarra en esta canción.

## Discografía
- Nobody's Angel (1994)
- Mulholland Drive Soundtrack - "Llorando" (2001)
- All My Life/Toda Mi Vida (2003)
- Southland Tales Soundtrack - "Star Spangled Banner" (2008)
- Love Hurts Love Heals  (2011)
- Wicked Game - "Llorando", a dueto con Il Divo (2011)